# Arcidiocesi di Johannesburg

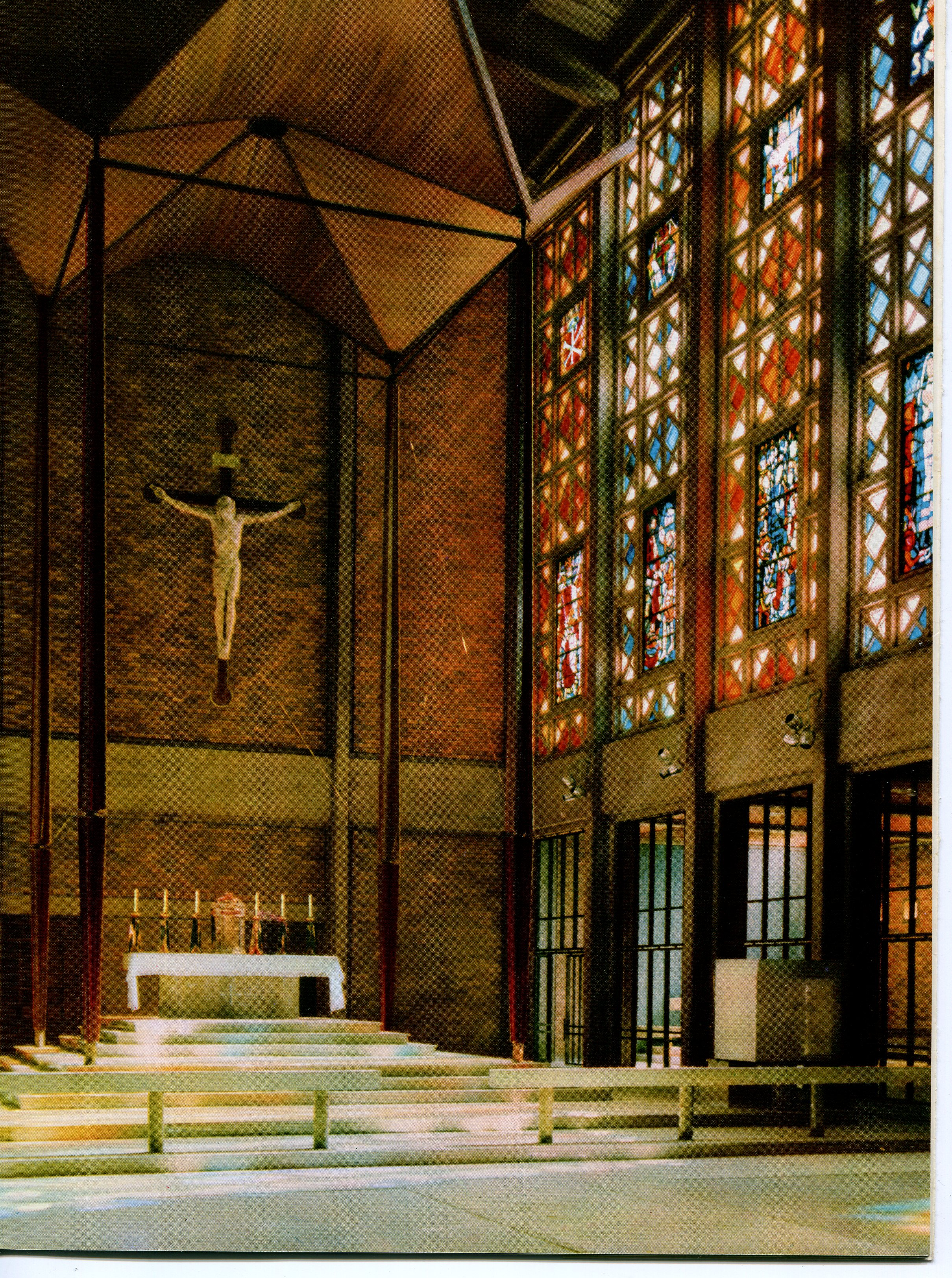
Altare maggiore della cattedrale di Johannesburg.

L'arcidiocesi di Johannesburg (in latino Archidioecesis Ioannesburgensis) è una sede metropolitana della Chiesa cattolica in Sudafrica. Nel 2023 contava 1.139.200 battezzati su 8.900.250 abitanti. È retta dall'arcivescovo cardinale Stephen Brislin.

## Territorio
L'arcidiocesi si trova nella provincia sudafricana di Gauteng, e comprende i seguenti distretti: Johannesburg, Alberton, Balfour, Benoni, Boksburg, Brakpan, Carletonville, Delmas, Germiston, Heidelberg, Kempton Park, Krugersdorp, Nigel, Randburg, Randfontein, Roodepoort, Sandton, Soweto, Springs, Vereeniging, Vanderbijlpark e Westonaria.
Sede arcivescovile è la città di Johannesburg, dove si trova la cattedrale di Cristo Re (Christ the King).
Il territorio si estende su 14.517 km² ed è suddiviso in 131 parrocchie.

## Storia
La prefettura apostolica del Transvaal è stata eretta il 4 giugno 1886 con il breve Quae aeternae di papa Leone XIII, ricavandone il territorio dal vicariato apostolico del Natal (oggi arcidiocesi di Durban).
Il 16 settembre 1904 la prefettura apostolica fu elevata a vicariato apostolico con il breve Quae catholico nomini di papa Pio X.
Il 22 dicembre 1910 e il 12 giugno 1923 cedette porzioni del suo territorio a vantaggio dell'erezione rispettivamente delle prefetture apostoliche del Transvaal settentrionale (oggi diocesi di Polokwane) e di Lydenburg (oggi diocesi di Witbank).
Il 9 aprile 1948 cedette un'altra porzione del suo territorio a vantaggio dell'erezione del vicariato apostolico di Pretoria (oggi arcidiocesi) e contestualmente cambiò il proprio nome in vicariato apostolico di Johannesburg.
L'11 gennaio 1951 il vicariato apostolico fu elevato a diocesi con la bolla Suprema Nobis di papa Pio XII, come suffraganea di Pretoria.
Il 14 ottobre 1965 cedette un'ulteriore porzione del suo territorio a vantaggio dell'erezione della prefettura apostolica del Transvaal occidentale (oggi diocesi di Klerksdorp).
Il 5 giugno 2007 la diocesi è stata elevata al rango di arcidiocesi metropolitana in virtù della bolla Cum ad aptius consulendum di papa Benedetto XVI, assegnandole come sedi suffraganee la diocesi di Manzini in eSwatini, la diocesi di Klerksdorp e la diocesi di Witbank.

## Cronotassi dei vescovi
Si omettono i periodi di sede vacante non superiori ai 2 anni o non storicamente accertati.
- William Miller, O.M.I. † (17 settembre 1904 - 2 maggio 1912 dimesso)
- Charles Cox, O.M.I. † (15 luglio 1914 - 14 luglio 1924 dimesso)
- David O'Leary, O.M.I. † (13 maggio 1925 - 25 novembre 1950 dimesso)
- William Patrick Whelan, O.M.I. † (25 novembre 1950 succeduto - 18 luglio 1954 nominato arcivescovo di Bloemfontein)
- Hugh Boyle † (18 luglio 1954 - 24 gennaio 1976 ritirato)
- Joseph Patrick Fitzgerald, O.M.I. † (24 gennaio 1976 - 2 luglio 1984 dimesso)
- Reginald Joseph Orsmond † (2 luglio 1984 - 19 maggio 2002 deceduto)
- Buti Joseph Tlhagale, O.M.I. (8 aprile 2003 - 28 ottobre 2024 ritirato)
- Stephen Brislin, dal 28 ottobre 2024

## Statistiche
L'arcidiocesi nel 2023 su una popolazione di 8.900.250 persone contava 1.139.200 battezzati, corrispondenti al 12,8% del totale.
| anno | popolazione | popolazione | popolazione | presbiteri | presbiteri | presbiteri | presbiteri                | diaconi | religiosi | religiosi | parrocchie |
| anno | battezzati  | totale      | %           | numero     | secolari   | regolari   | battezzati per presbitero | diaconi | uomini    | donne     | parrocchie |
| ---- | ----------- | ----------- | ----------- | ---------- | ---------- | ---------- | ------------------------- | ------- | --------- | --------- | ---------- |
| 1950 | 90.459      | 2.024.888   | 4,5         | 96         | 9          | 87         | 942                       |         | 47        | 655       |            |
| 1970 | 263.812     | 3.500.000   | 7,5         | 170        | 30         | 140        | 1.551                     |         | 212       | 749       | 40         |
| 1980 | 336.682     | 3.383.000   | 10,0        | 181        | 32         | 149        | 1.860                     | 1       | 221       | 663       | 100        |
| 1990 | 589.000     | 4.416.000   | 13,3        | 160        | 34         | 126        | 3.681                     | 18      | 176       | 565       | 100        |
| 1999 | 700.000     | 6.000.000   | 11,7        | 159        | 47         | 112        | 4.402                     | 43      | 158       | 438       | 104        |
| 2000 | 700.000     | 6.000.000   | 11,7        | 161        | 47         | 114        | 4.347                     | 41      | 160       | 446       | 104        |
| 2001 | 700.000     | 6.000.000   | 11,7        | 164        | 48         | 116        | 4.268                     | 39      | 166       | 447       | 104        |
| 2002 | 700.000     | 6.000.000   | 11,7        | 162        | 46         | 116        | 4.320                     | 44      | 167       | 438       | 104        |
| 2003 | 700.000     | 6.000.000   | 11,7        | 160        | 46         | 114        | 4.375                     | 44      | 165       | 438       | 104        |
| 2004 | 700.000     | 6.000.000   | 11,7        | 167        | 49         | 118        | 4.191                     | 43      | 173       | 445       | 104        |
| 2006 | 704.000     | 6.036.000   | 11,7        | 169        | 49         | 120        | 4.165                     | 43      | 176       | 437       | 104        |
| 2013 | 918.456     | 7.672.000   | 12,0        | 181        | 44         | 137        | 5.074                     | 50      | 173       | 353       | 128        |
| 2016 | 1.036.000   | 8.009.000   | 12,9        | 172        | 41         | 131        | 6.023                     | 48      | 163       | 333       | 131        |
| 2019 | 1.081.000   | 8.357.555   | 12,9        | 184        | 52         | 132        | 5.875                     | 69      | 172       | 318       | 132        |
| 2021 | 1.112.360   | 8.690.460   | 12,8        | 178        | 51         | 127        | 6.249                     | 60      | 165       | 310       | 132        |
| 2023 | 1.139.200   | 8.900.250   | 12,8        | 176        | 46         | 130        | 6.472                     | 64      | 165       | 290       | 131        |